# Merklín (zámek)
Merklín je zámek ve stejnojmenné obci v okrese Plzeň-jih. Postaven byl roku 1670 na místě starší tvrze, ale dochovaná podoba je výsledkem klasicistní přestavby provedené v letech 1824–1825 a mladších úprav. Zámecký areál je chráněn jako kulturní památka ČR.

## Historie
Starším panským sídlem v Merklíně bývala tvrz, která stávala na místě zámku. První písemná zmínka o ní pochází z roku 1497. Byla sídlem vladyckého rodu Merklínských z Merklína, který založil Michal, původem měšťan ze Stříbra. Okolo roku 1431 koupil městečko Merklín a začal používat erb, ve kterém byla větev, z níž visely dva lupeny. Měl syna Petra z Merklína uváděného od roku 1450, který byl členem Poděbradské jednoty, a za své služby dostal od krále Jiřího z Poděbrad do zástavy dvůr Maškrov. Jeho synové Jan a Petr Merklínští z Merklína prodal tvrz se dvorem a městečko Merklín Vilémovi z Chřínova. Podle Miloslava Bělohlávka se tak stalo roku 1497, ale August Sedláček uvedl, že k prodeji muselo dojít už před rokem 1496. Kupcem se stal Vilém z Chřínova.
Vilém z Chřínova Merklín vlastnil ještě v roce 1508. Měl tři syny, z nichž Václav byl zavražděn v Domažlicích. Zbylí bratři Hynek a Petr z Chřínova vedli s městem spor, dokud město nevyplatilo 200 kop grošů na zádušní mši. Oba bratři se roku 1546 rozdělili o dědictví, a Merklín připadl spolu s dalším majetkem Petrovi. Po jeho smrti panství zdědila dcera Kateřina provdaná za Zdislava Říčanského z Říčan a na Zásmukách. Manželé byli stoupenci jednoty bratrské, jejíž členové se na panství volně pohybovali, což vyvolávalo nelibost pražské kapituly. Roku 1564 kapitula požádala arcibiskupa Antonína Brusa z Mohelnice, aby nechal protestanty z Merklína vyhnat. Vzhledem k podobným stížnostem faráře z roku 1573 však jednota bratrská na panství nejspíše působila i nadále.
Zdislav Říčanský měl syny Adama, Petra a Karla, kteří roku 1591 vyplatili 5250 kop míšeňských grošů jako podíl své sestře Evě a o čtyři roky později prodali Merklín s dvorem Horoušany, vsí Otěšice a částí vsi Bolkova z 18 270 kop míšeňských grošů Oldřichovi z Říčan na Pňovanech. Z jeho synů Merklín získal Vilém Říčanský, ale roku 1615 ho postoupil svému bratru Heřmanovi Říčanskému. Ačkoliv byl Heřman katolík, připojil se během stavovského povstání na stranu stavů proti králi Ferdinandovi II. Zemřel mezi lety 1620 a 1623. Jeden z jeho bratrů, snad Vilém, potom prokázal, že Heřman během povstání nijak aktivně nevystupoval, a proto nebyl statek zkonfiskován. Mezitím merklínskou tvrz po bitvě na Bílé hoře obsadilo císařské vojsko. Roku 1621 ji dobyl a zpustošil jeden z oddílů Mansfeldova vojska.
Říčanští potom o zadlužené panství neměli zájem, a na rozkaz Karla z Lichtenštejna statek roku 1623 postoupili Vilémovi z Klenového. Vilém zemřel a zanechal po sobě velké dluhy. Na příkaz komisařů zemského soudu byl proto Merklín roku 1652 prodán hraběnce Anně Albertině z Říčan. Její ostatní panství však byla daleko, a proto merklínské panství o rok později vyměnila za Jindice s Janem Grefem z Grefenburka. Od něj v roce 1659 panství koupil svobodný pán Jakub Filip Berchtold z Uherčic. Ten nechal zbořit původní tvrz a na jejím místě roku 1670 postavit barokní zámek. Jakubův nejstarší syn František Ferdinand z Uherčic se stal roku 1681 poručníkem ostatních sourozenců a v roce 1692 statek prodal hraběti Františku Zdeňkovi Novohradskému z Kolovrat. Jeho syn František Václav Novohradský z Kolovrat Merklín roku 1723 prodal Antonínu Bedřichu Convayovi z Waterfordu. O pět let později statek za 230 tisíc zlatých koupil hrabě Ferdinand František Morzin, který na zámku nechal zazdít arkády a upravit vstupní průčelí. Dalším majitelem se roku 1770 stal Františkův bratr Petr Vítek Morzin, který zemřel roku 1815, a panství zdědil Jan Karel Krakovský z Kolovrat, který nechal zámek v letech 1824–1825 přestavět v klasicistním slohu. Jan Krakovský z Kolovrat zemřel roku 1872 a zámek Merklín i celé panství odkázal Eduardu Pálffymu z Erdödu. Po něm zámek zdědil jeho syn Jan, kterému byl zámek zabaven v roce 1945.
Po druhé světové válce se zámek stál sídlem místního národního výboru, pro jehož potřeby byla budova výrazně upravena. Fungovalo v ní také zdravotní středisko a kino. Po roce 1989 v budově sídlí merklínský obecní úřad.

## Stavební podoba
Jednopatrový zámek je čtyřkřídlá budova postavená okolo vnitřního dvora. Součástí budovy bývala také vysoká věž, ale byla zbořena nejspíše během přestavby v devatenáctém století. Vstupní průčelí zdobí dva balkony a podél tří stran dvora vedou arkády. Arkádová chodba a průjezd do dvora jsou klenuté valenou klenbou s lunetami. Zámek stojí uvnitř památkově chráněného areálu se sýpkou a parkem ohrazeným zdí. Dovnitř vede pilířová brána s rokokovými vázami.